# West Mersea
West Mersea est une petite ville et une circonscription électorale dans le comté d'Essex, en Angleterre.
Avec East Mersea, c'est l'une des deux agglomérations de Mersea Island, au sud de Colchester.
Hébergeant le West Mersea Yacht Club et une station de sauvetage en mer RNLI, la ville organise une régate annuelle, habituellement en août, appelée Mersea Week.

## Histoire
Les édifices romains et les mosaïques romaines près du quai attestent l'existence d'une petite colonie et d'un port sur la place de la ville moderne, avec une voie romaine la reliant à la ville voisine de Camulodunum (actuelle Colchester).
Le tumulus tout proche, au nord de la ville, est également romain.
Édouard le Confesseur accorde l'île à l'abbaye Saint-Ouen de Rouen en 1046. Le prieuré de West Mersea est alors établi.

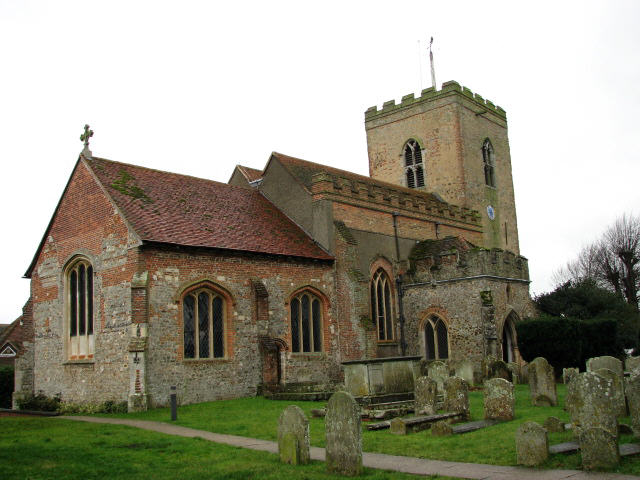
L'église Saint-Pierre et Saint-Paul.

West Mersea est citée dans le Domesday Book en 1086. À cette époque, on dénombre 84 foyers.
En 1963, la station de sauvetage est créée à côté du West Mersea Yacht Club, l’une des dix premières créations de stations de sauvetage côtières des Îles britanniques.
Le canot de sauvetage de classe D est remplacé par un canot de sauvetage de classe B, l'Atlantic 21, en 1972. En 1992, un nouveau hangar à bateaux et une cale de halage ont été mis en service par le duc de Kent. En 2001, une embarcation de sauvetage de classe B, Atlantic 75, est stationnée à West Mersea. En 2015, elle est remplacée par l'actuel navire de classe B, Atlantic 85, baptisé Just George, financé par 210 000 £ de dons de la communauté.

## Géographie
La ville abrite un centre communautaire, divers magasins, restaurants, petits hôtels, kiosques à journaux, une station-service, une banque, une bibliothèque.
L'église normande Saint-Pierre et Saint-Paul est une église catholique romaine, méthodiste. La West Mersea Free Church est affiliée à l’Union baptiste.
West Mersea compte une forte proportion de personnes âgées. C'est pourquoi de nombreux équipements de la ville les prennent en charge.
L'île compte un grand nombre de parcs à caravanes et, avec d'autres régions de la côte de l'Essex, attire de nombreux visiteurs de Londres et des Home Counties en été.
Une publication, le Mersea Courier, relate les activités locales.
L'île est célèbre pour ses huîtres, élevées dans des parcs datant de l'époque romaine.

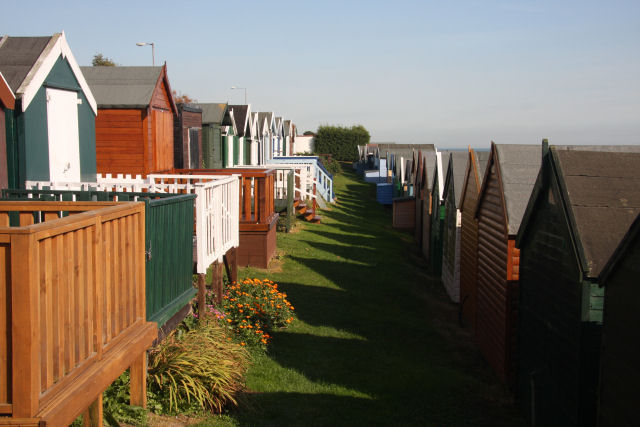
Entre les cabines de plage.
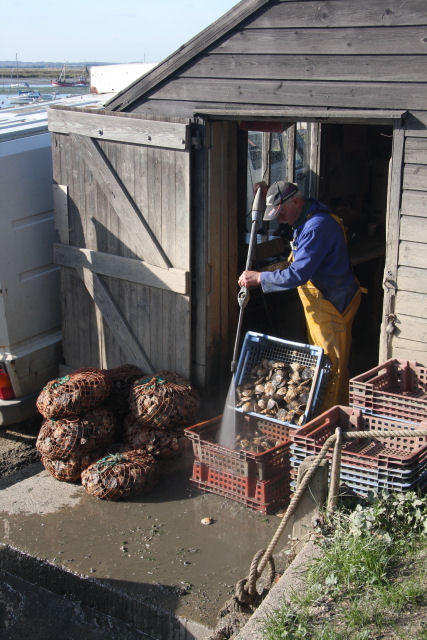
Nettoyage des huîtres.
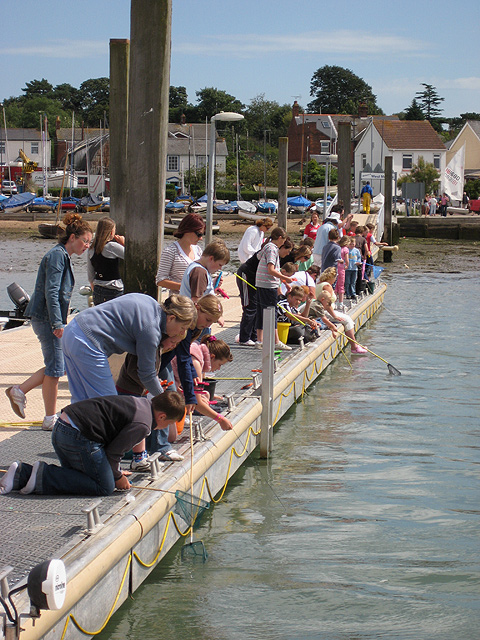
Pêcheurs de crabes à quai.
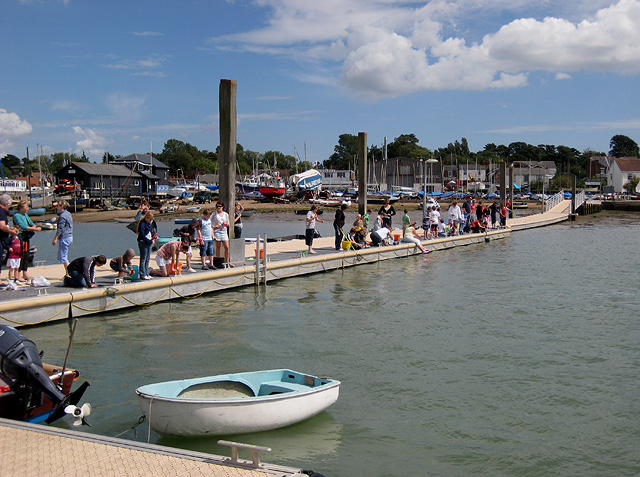
Front de mer.
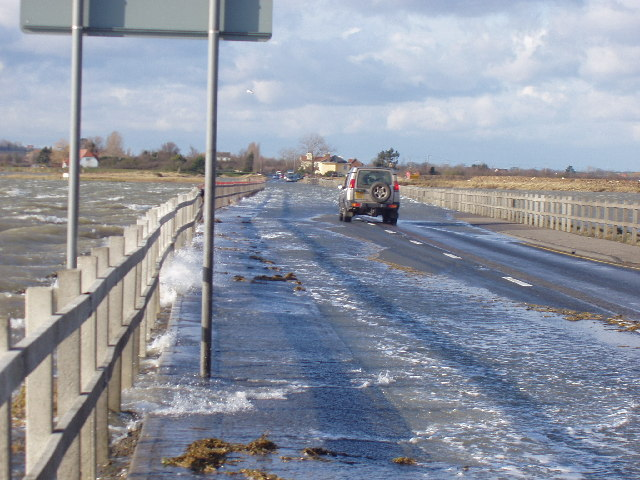
La route submersible.

## Dans la culture
La Mer du Nord à West Mersea est l'inspiration du roman d'apprentissage Footloose in France, de John Adamson et Clive Jackson, y commençant au bord de la mer et s'y terminant dans un restaurant de poisson au port.

## Jumelages
Saint-Léger-lès-Domart, département de la Somme (France) depuis 1992.